# Distretto di Yuelu
Il distretto di Yuelu (岳麓区S, Yuèlù QūP) è un distretto della Cina, situato nella provincia di Hunan e amministrato dalla prefettura di Changsha.